# Arlington (Tennessee)
Arlington es un pueblo ubicado en el condado de Shelby en el estado estadounidense de Tennessee. En el Censo de 2010 tenía una población de 11.517 habitantes y una densidad poblacional de 192,75 personas por km².

## Geografía
Arlington se encuentra ubicado en las coordenadas 35°15′9″N 89°39′40″O / 35.25250, -89.66111. Según la Oficina del Censo de los Estados Unidos, Arlington tiene una superficie total de 59.75 km², de la cual 59.72 km² corresponden a tierra firme y (0.06%) 0.03 km² es agua.

## Demografía
Según el censo de 2010, había 11.517 personas residiendo en Arlington. La densidad de población era de 192,75 hab./km². De los 11.517 habitantes, Arlington estaba compuesto por el 81.24% blancos, el 13.84% eran afroamericanos, el 0.16% eran amerindios, el 1.8% eran asiáticos, el 0.02% eran isleños del Pacífico, el 0.86% eran de otras razas y el 2.08% pertenecían a dos o más razas. Del total de la población el 2.98% eran hispanos o latinos de cualquier raza.